# Persone di nome Jacob
| Questa pagina contiene informazioni ricavate automaticamente dalle voci biografiche con l'ausilio del template Bio e di un bot. L'aggiornamento è periodico e automatico e ricostruisce completamente la pagina. Se manca una persona in questa lista, sei pregato di non aggiungerla, ma accertati piuttosto che la sua voce biografica contenga il template Bio e che i dati anagrafici siano correttamente compilati. Se il template Bio manca, inseriscilo tu stesso o, in alternativa, metti l'avviso {{tmp\|Bio}} che ne segnala la mancanza. Se i dati riportati sono sbagliati, correggi direttamente la voce biografica; le modifiche saranno visibili in questa lista entro pochi giorni. Per chiarimenti vedi il progetto antroponimi. La lista contiene solo le 429 persone che sono citate nell'enciclopedia e per le quali è stato implementato correttamente il template Bio. Pagina aggiornata al 22 lug 2025. |

Questa è una lista di persone presenti nell'enciclopedia che hanno il nome Jacob, suddivise per attività principale.

## Allenatori di calcio(6)
- Jacob Friis, allenatore di calcio e ex calciatore danese (Aalborg, n. 1976)
- Jake Gleeson, allenatore di calcio e ex calciatore neozelandese (Palmerston North, n. 1990)
- Johannes Hoff Thorup, allenatore di calcio danese (Frederiksberg, n. 1989)
- Jacob Moli, allenatore di calcio e ex calciatore salomonese (n. 1967)
- Jacob Mulee, allenatore di calcio keniota (n. 1968)
- Jacob Neestrup, allenatore di calcio e ex calciatore danese (Copenaghen, n. 1988)

## Allenatori di pallacanestro(2)
- Jake Odum, allenatore di pallacanestro e ex cestista statunitense (Terre Haute, n. 1991)
- Jacob Saltiel, allenatore di pallacanestro israeliano (Salonicco, n. 1922 - † 1988)

## Ammiragli(1)
- Jacob Pieter van Braam, ammiraglio olandese (Werkhoven, n. 1737 - Zwolle, † 1803)

## Anatomisti(1)
- Jacob Benignus Winslow, anatomista danese (n. 1669 - † 1760)

## Antiquari(1)
- Jacob Bryant, antiquario inglese (Plymouth, n. 1715 - Cippenham, † 1804)

## Archeologi(1)
- Jacob Spon, archeologo, antropologo e numismatico francese (Lione, n. 1647 - Vevey, † 1685)

## Architetti(4)
- Jacob B. Bakema, architetto olandese (Groninga, n. 1914 - Rotterdam, † 1981)
- Jacob van Campen, architetto e artista olandese (Haarlem, n. 1596 - Amersfoort, † 1657)
- Jacob van Rijs, architetto olandese (Amsterdam, n. 1965)
- Jacob Laurids Thrane, architetto danese (Copenaghen, n. 1785 - † 1819)

## Arcieri(1)
- Jacob Wukie, arciere statunitense (Massillon, n. 1986)

## Artisti marziali misti(2)
- Jake Ellenberger, artista marziale misto statunitense (Omaha, n. 1985)
- Tito Ortiz, artista marziale misto e wrestler statunitense (Huntington Beach, n. 1975)

## Astrofisici(1)
- Jacob Robert Emden, astrofisico, matematico e meteorologo svizzero (San Gallo, n. 1862 - Zurigo, † 1940)

## Astronomi(2)
- Jacob Heinrich Wilhelm Lehmann, astronomo tedesco (Potsdam, n. 1800 - Spandau, † 1863)
- Jacob ben Machir ibn Tibbon, astronomo, medico e traduttore francese (Marsiglia, n. 1236 - Montpellier, † 1304)

## Attivisti(1)
- Jacob Chansley, attivista e ex militare statunitense (Phoenix, n. 1988)

## Attori(34)
- Jacob Pavlovič Adler, attore russo (Odessa, n. 1855 - New York, † 1926)
- Jacob Anderson, attore e cantante britannico (Bristol, n. 1990)
- Jacob Artist, attore e ballerino statunitense (Buffalo, n. 1992)
- Buddy Baer, attore e pugile statunitense (Denver, n. 1915 - Martinez, † 1986)
- Jacob Batalon, attore statunitense (Honolulu, n. 1996)
- Jacob Bertrand, attore e doppiatore statunitense (n. 2000)
- Jake Cherry, attore statunitense (New Jersey, n. 1996)
- Jacob Collins-Levy, attore australiano (Melbourne, n. 1992)
- Jacob Davich, attore statunitense (Los Angeles, n. 1990)
- Jacob Derwig, attore olandese (L'Aia, n. 1969)
- Jacob Dudman, attore e doppiatore britannico (Chertsey, n. 1997)
- Jacob Elordi, attore australiano (Brisbane, n. 1997)
- Jake Epstein, attore canadese (Toronto, n. 1987)
- Jacob Fortune-Lloyd, attore britannico (Londra, n. 1988)
- Jake Gyllenhaal, attore e produttore cinematografico statunitense (Los Angeles, n. 1980)
- Jake Hoffman, attore statunitense (Los Angeles, n. 1981)
- Jacob Hopkins, attore e doppiatore statunitense (San Francisco, n. 2002)
- James Karen, attore statunitense (Wilkes-Barre, n. 1923 - Los Angeles, † 2018)
- Jack Klugman, attore, regista e scrittore statunitense (Filadelfia, n. 1922 - Northridge, † 2012)
- Jacob Kogan, attore statunitense (New York, n. 1995)
- Jacob Latimore, attore, cantante e ballerino statunitense (Milwaukee, n. 1996)
- Jacob Lofland, attore statunitense (Brigsville, n. 1996)
- Jacob Matschenz, attore tedesco (Berlino, n. 1984)
- Jake McLaughlin, attore statunitense (Paradise, n. 1982)
- Jacob Pitts, attore statunitense (Weston, n. 1979)
- Jacob Reynolds, attore statunitense (St. Petersburg, n. 1983)
- Jake Richardson, attore statunitense (Van Nuys, n. 1985)
- Jacob Romero Gibson, attore giamaicano (Giamaica, n. 1996)
- Jake Short, attore statunitense (Indiana, n. 1997)
- Jacob Tomuri, attore e stuntman neozelandese (Nuova Zelanda, n. 1979)
- Jacob Tremblay, attore canadese (Vancouver, n. 2006)
- Jacob Vargas, attore messicano (Michoacán, n. 1971)
- Jacob Young, attore televisivo statunitense (Washington, n. 1979)
- Jacob Zachar, attore statunitense (Chicago, n. 1986)

## Aviatori(1)
- Jacob Louis Veldhuyzen van Zanten, aviatore olandese (Lisse, n. 1927 - San Cristóbal de La Laguna, † 1977)

## Avvocati(3)
- Jacob D. Cox, avvocato e generale statunitense (Montréal, n. 1828 - Gloucester, † 1900)
- Jacob Lew, avvocato statunitense (New York, n. 1955)
- Gino Olivetti, avvocato, economista e politico italiano (Urbino, n. 1880 - Olivos, † 1942)

## Banchieri(4)
- Jacob Fugger, banchiere e mercante tedesco (Augusta, n. 1459 - Augusta, † 1525)
- Jacob III Fugger, banchiere, mercante e nobile tedesco (Augusta, n. 1542 - Babenhausen, † 1598)
- Fratelli Pereire, banchiere francese (Bordeaux, n. 1800 - Parigi, † 1875)
- Jacob Henry Schiff, banchiere, imprenditore e filantropo tedesco (Francoforte sul Meno, n. 1847 - New York, † 1920)

## Batteristi(1)
- Jacob Armen, batterista e percussionista statunitense (Glendale, n. 1982)

## Beati(1)
- Giacomo da Ulma, beato tedesco (Ulma, n. 1407 - Bologna, † 1491)

## Biologi(1)
- Jacob Gijsbertus Samuël van Breda, biologo e docente olandese (Delft, n. 1788 - Haarlem, † 1867)

## Botanici(3)
- Jacob Georg Agardh, botanico e politico svedese (Lund, n. 1813 - Lund, † 1901)
- Jacob Breyne, botanico tedesco (Danzica, n. 1637 - † 1697)
- Jacob Christian Schäffer, botanico, micologo e zoologo tedesco (Querfurt, n. 1718 - Ratisbona, † 1790)

## Canoisti(2)
- Jacob Clear, canoista australiano (n. 1985)
- Jacob Schopf, canoista tedesco (Berlino, n. 1999)

## Canottieri(5)
- Jacob Barsøe, canottiere danese (Vejle, n. 1988)
- Jacob Dawson, canottiere britannico (Gosport, n. 1993)
- Jacob Larsen, canottiere danese (Søllerød, n. 1988)
- Koos Maasdijk, ex canottiere olandese (Rotterdam, n. 1968)
- Jake Wetzel, canottiere canadese (Saskatoon, n. 1976)

## Cantanti(2)
- Taio Cruz, cantante britannico (Londra, n. 1980)
- Jacob Miller, cantante giamaicano (Mandeville, n. 1952 - Kingston, † 1980)

## Cantautori(3)
- Jacob Bellens, cantautore danese (Nakskov, n. 1979)
- Jacob Collier, cantautore e polistrumentista britannico (Londra, n. 1994)
- Jvke, cantautore statunitense (Providence, n. 2001)

## Cartografi(1)
- Jacob Ziegler, cartografo, geografo e teologo tedesco (Landau an der Isar - Passavia, † 1549)

## Cestisti(18)
- Jake Bornheimer, cestista statunitense (New Brunswick, n. 1927 - New Brunswick, † 1986)
- Jake Cohen, ex cestista statunitense (Bryn Mawr, n. 1990)
- Jacob Edelist, cestista israeliano (n. 1937 - † 1999)
- Jacob Eisner, ex cestista israeliano (Łódź, n. 1947)
- Jacob Evans, cestista statunitense (Jacksonville, n. 1997)
- Jack Garfinkel, cestista statunitense (Brooklyn, n. 1918 - Brooklyn, † 2013)
- Jacob Gilyard, cestista statunitense (Kansas City, n. 1998)
- Jacob Grandison, cestista statunitense (San Francisco, n. 1998)
- Jacob Holmes, ex cestista australiano (Adelaide, n. 1983)
- Jacob Jaacks, ex cestista statunitense (Rapid City, n. 1977)
- Jake Jones, ex cestista statunitense (n. 1949)
- Jake LaRavia, cestista statunitense (Pasadena, n. 2001)
- Jacob Mampuya, cestista tedesco (Berlino, n. 1994)
- Jack Molinas, cestista statunitense (New York, n. 1931 - Hollywood, † 1975)
- Jake Nagode, cestista statunitense (Waukegan, n. 1915 - Cleveland, † 1976)
- Jacob Pullen, cestista statunitense (n. 1989)
- Jacob Toppin, cestista statunitense (Brooklyn, n. 2000)
- Jacob Wiley, cestista statunitense (Long Beach, n. 1994)

## Chimici(1)
- Jacob Volhard, chimico tedesco (Darmstadt, n. 1834 - Halle/Saale, † 1910)

## Ciclisti su strada(3)
- Jacob Ahlsson, ciclista su strada e ciclocrossista svedese (Kumla, n. 1998)
- Jacob Eriksson, ciclista su strada svedese (Gånghester, n. 1999)
- Jacob Hindsgaul, ex ciclista su strada danese (Middelfart, n. 2000)

## Compositori(7)
- Jacob Druckman, compositore statunitense (Filadelfia, n. 1928 - New Haven, † 1996)
- Jacob de Haan, compositore olandese (Heerenveen, n. 1959)
- Jacob Axel Josephson, compositore svedese (Stoccolma, n. 1818 - Uppsala, † 1880)
- Jake Kaufman, compositore statunitense (n. 1981)
- Jay Livingston, compositore statunitense (McDonald, n. 1915 - † 2001)
- Jacob Obrecht, compositore fiammingo (Gand - Ferrara, † 1505)
- Jacob Senleches, compositore francese (Évreux - † 1395)

## Condottieri(1)
- Jacob Hannibal von Ems zu Hohenems, condottiero, diplomatico e mercenario austriaco (Hohenems, n. 1530 - † 1587)

## Danzatori(1)
- Jacob Brent, ballerino, coreografo e attore statunitense (Graham, n. 1973)

## Designer(1)
- Jacob Bang, designer danese (Frederiksberg, n. 1899 - Kongens Lyngby, † 1965)

## Diplomatici(2)
- Jacob Derk van Heeckeren Beverweerd, diplomatico olandese (Zutphen, n. 1791 - Vienna, † 1884)
- Jacob Kurz von Senftenau, diplomatico e giurista austriaco (Tirolo, n. 1554 - Praga, † 1594)

## Dirigenti sportivi(1)
- Jacob Ruppert, dirigente sportivo e politico statunitense (New York, n. 1867 - New York, † 1939)

## Disc jockey(2)
- Wankelmut, disc jockey tedesco (Berlino Est, n. 1987)
- Kill the Noise, disc jockey e produttore discografico statunitense (Rochester, n. 1981)

## Drammaturghi(1)
- Jacob Gretser, drammaturgo, teologo e storico tedesco (Markdorf, n. 1562 - Ingolstadt, † 1625)

## Editori(1)
- Jacob Tonson, editore inglese († 1736)

## Educatori(1)
- Jacob Rosted, educatore e editore norvegese (Høland, n. 1750 - † 1833)

## Entomologi(1)
- Jacob Hübner, entomologo tedesco (Augusta, n. 1761 - Augusta, † 1826)

## Esploratori(1)
- Jacob van Heemskerck, esploratore e ammiraglio olandese (Amsterdam, n. 1567 - Gibilterra, † 1607)

## Filologi(2)
- Jacob Bernays, filologo tedesco (Amburgo, n. 1824 - Bonn, † 1881)
- Jacob Grimm, filologo, linguista e scrittore tedesco (Hanau, n. 1785 - Berlino, † 1863)

## Filosofi(5)
- Jacob Böhme, filosofo, teologo e mistico tedesco (Alt Seidenberg, n. 1575 - Görlitz, † 1624)
- Jakob Friedrich Fries, filosofo, fisico e matematico tedesco (Barby, n. 1773 - Jena, † 1843)
- Jacob Lorhard, filosofo tedesco (Münsingen, n. 1561 - † 1609)
- Jacob Wittich, filosofo tedesco (Aquisgrana, n. 1677 - Leida, † 1739)
- Jacob Anton Zallinger, filosofo, giurista e religioso austriaco (Soprabolzano, n. 1735 - Bolzano, † 1813)

## Fisici(4)
- Jacob Ackeret, fisico svizzero (Zurigo, n. 1898 - Gossau, † 1981)
- Jacob Bekenstein, fisico israeliano (Città del Messico, n. 1947 - Helsinki, † 2015)
- Jacob Bigelow, fisico e botanico statunitense (Sudbury, n. 1787 - Boston, † 1879)
- Jacob Clay, fisico olandese (Berkhout, n. 1882 - De Bilt, † 1955)

## Fotografi(3)
- Jacob Hilsdorf, fotografo tedesco (Bingen am Rhein, n. 1872 - Francoforte, † 1916)
- Jacob Ludvigsen, fotografo danese (Gentofte, n. 1947 - Copenaghen, † 2017)
- Jacob Merkelbach, fotografo olandese (Amsterdam, n. 1877 - Amsterdam, † 1942)

## Generali(7)
- Jacob Brown, generale statunitense (Contea di Bucks, n. 1775 - Washington, † 1828)
- Jacob Devers, generale statunitense (York, n. 1887 - Washington, † 1979)
- Jacob Duwall, generale svedese (Prenzlau, n. 1589 - Breslavia, † 1634)
- Jacob De la Gardie, generale e politico svedese (Reval, n. 1583 - Stoccolma, † 1652)
- Jacob H. Smith, generale statunitense (Contea di Jackson, n. 1840 - San Diego, † 1918)
- Jacob Magnus Sprengtporten, generale e politico finlandese (Finlandia, n. 1727 - Stoccolma, † 1786)
- Jacob Job Élie, generale francese (Wissembourg, n. 1746 - Varennes-en-Argonne, † 1825)

## Geografi(1)
- Jacopo Gråberg di Hemsö, geografo e diplomatico svedese (Hemse, n. 1776 - Firenze, † 1847)

## Gesuiti(1)
- Jacob Bidermann, gesuita e scrittore tedesco (Ehingen, n. 1578 - Roma, † 1649)

## Ginnasti(3)
- Jacob Dalton, ex ginnasta statunitense (n. 1991)
- Jacob Hergenhahn, ginnasta e multiplista tedesco (Ludwigshafen am Rhein, n. 1881 - Los Angeles, † 1966)
- Jacob Opdahl, ginnasta norvegese (Bergen, n. 1894 - Bergen, † 1938)

## Giocatori di baseball(10)
- Jake Arrieta, ex giocatore di baseball statunitense (Farmington, n. 1986)
- Jake Beckley, giocatore di baseball statunitense (Hannibal, n. 1867 - Kansas City, † 1918)
- Nellie Fox, giocatore di baseball statunitense (St. Thomas Township, n. 1927 - Baltimora, † 1975)
- Jake Lamb, giocatore di baseball statunitense (Seattle, n. 1990)
- Seth Lugo, giocatore di baseball statunitense (Shreveport, n. 1989)
- Jake McGee, giocatore di baseball statunitense (San Jose, n. 1986)
- Jake Odorizzi, giocatore di baseball statunitense (Breese, n. 1990)
- Jake Peavy, ex giocatore di baseball statunitense (Mobile, n. 1981)
- J. T. Realmuto, giocatore di baseball statunitense (Del City, n. 1991)
- Jacob deGrom, giocatore di baseball statunitense (DeLand, n. 1988)

## Giocatori di football americano(21)
- Jacob Bobenmoyer, giocatore di football americano statunitense (Cheyenne, n. 1997)
- Jake Brendel, giocatore di football americano statunitense (Madison, n. 1992)
- Jacob Cowing, giocatore di football americano statunitense (Phoenix, n. 2001)
- Jacob Dahre, giocatore di football americano svedese
- Jacob Green, ex giocatore di football americano statunitense (Pasadena, n. 1957)
- Jacob Harris, giocatore di football americano statunitense (Palm Harbor, n. 1997)
- Jacob Hollister, giocatore di football americano statunitense (Bend, n. 1993)
- Jacob Lacey, giocatore di football americano statunitense (Columbus, n. 1987)
- Jake Locker, ex giocatore di football americano statunitense (Ferndale, n. 1988)
- Jacob Martin, giocatore di football americano statunitense (Aurora, n. 1995)
- Jake Matthews, giocatore di football americano statunitense (Missouri City, n. 1992)
- Jacob Monk, giocatore di football americano statunitense (Raleigh, n. 2001)
- Jacob Parrish, giocatore di football americano statunitense (Jefferson City, n. 2004)
- Jacob Phillips, giocatore di football americano statunitense (Nashville, n. 1999)
- Jacob Purichia, giocatore di football americano statunitense (Indianapolis)
- Jake Ryan, giocatore di football americano statunitense (n. 1992)
- Jake Scott, giocatore di football americano statunitense (Greenwood, n. 1945 - Atlanta, † 2020)
- Jacob Tamme, giocatore di football americano statunitense (Lexington, n. 1985)
- Jacob Templar, ex giocatore di football americano australiano (Wagga Wagga, n. 1992)
- Jacob Tuioti-Mariner, giocatore di football americano statunitense (Corona, n. 1996)
- Jacob Wright, giocatore di football americano statunitense (Tallahassee, n. 1997)

## Giornalisti(2)
- Jacob Brafman, pubblicista, docente e scrittore russo (Kleck, n. 1824 - San Pietroburgo, † 1879)
- Jacob Riis, giornalista e fotografo danese (Ribe, n. 1849 - Barre, † 1914)

## Giuristi(3)
- Jacob Theodor Klein, giurista, botanico e matematico polacco (Danzica, n. 1685 - Königsberg, † 1759)
- Jacob Schorer, giurista e attivista olandese (Heinkenszand, n. 1866 - Harderwijk, † 1957)
- Jacob Gabriel Wolff, giurista tedesco (Greifswald, n. 1684 - Halle, † 1754)

## Hockeisti su ghiaccio(5)
- Wally Byron, hockeista su ghiaccio canadese (Winnipeg, n. 1894 - Winnipeg, † 1971)
- Jacob Markström, hockeista su ghiaccio svedese (Gävle, n. 1990)
- Jacob Micflikier, hockeista su ghiaccio canadese (Winnipeg, n. 1984)
- Jake Smith, hockeista su ghiaccio canadese (Oakville, n. 1995)
- Jacob Trouba, hockeista su ghiaccio statunitense (Rochester, n. 1994)

## Imprenditori(4)
- Jacob Best, imprenditore tedesco (Mettenheim, n. 1786 - Milwaukee, † 1861)
- Jacob Christian Jacobsen, imprenditore e filantropo danese (Copenaghen, n. 1811 - Roma, † 1887)
- Jacob Nienhuys, imprenditore, mecenate e filantropo olandese (Rhenen, n. 1836 - Bloemendaal, † 1927)
- Jacob Zellweger, imprenditore e politico svizzero (Trogen, n. 1770 - Rheineck, † 1821)

## Incisori(4)
- Jacob Adam, incisore austriaco (Vienna, n. 1748 - Vienna, † 1811)
- Jacob van der Does, incisore, pittore e disegnatore olandese (Amsterdam, n. 1623 - Sloten, † 1673)
- Jacob Matham, incisore e disegnatore olandese (Haarlem, n. 1571 - Haarlem, † 1631)
- Jacob Sturm, incisore tedesco (Norimberga, n. 1771 - Norimberga, † 1848)

## Ingegneri(2)
- Jacob Goedecker, ingegnere tedesco (Varsavia, n. 1882 - † 1957)
- Jacob Ziv, ingegnere israeliano (Tiberiade, n. 1931 - † 2023)

## Insegnanti(2)
- Jacob Taubes, insegnante, filosofo e rabbino austriaco (Vienna, n. 1923 - Berlino, † 1987)
- Jacob Weingreen, docente e biblista irlandese (n. 1907 - † 1995)

## Inventori(1)
- Jacob Metius, inventore olandese (Alkmaar, n. 1580 - Alkmaar, † 1628)

## Linguisti(1)
- Jacob Wackernagel, linguista svizzero (Basilea, n. 1853 - Basilea, † 1938)

## Lottatori(2)
- Jacob Gundersen, lottatore norvegese (Fjære, n. 1875 - Westchester, † 1968)
- Jacob Varner, lottatore statunitense (Bakersfield, n. 1986)

## Lunghisti(1)
- Jaap Boot, lunghista e velocista olandese (n. 1903 - Dordrecht, † 1986)

## Maratoneti(1)
- Jacob Chesari, maratoneta e mezzofondista keniota (n. 1984)

## Matematici(5)
- Jacob Bronowski, matematico, biologo e scrittore polacco (Łódź, n. 1908 - East Hampton, † 1974)
- Jakob Köbel, matematico e funzionario tedesco (Heidelberg, n. 1462 - Oppenheim, † 1533)
- Jacob Lüroth, matematico tedesco (Mannheim, n. 1844 - Monaco di Baviera, † 1910)
- Jacob Palis, matematico brasiliano (Uberaba, n. 1940 - Rio de Janeiro, † 2025)
- Jacob Schwartz, matematico e informatico statunitense (n. 1930 - † 2009)

## Medici(3)
- Jacob Katzenstein, medico tedesco (Preußisch Oldendorf, n. 1864 - † 1921)
- Jack Kevorkian, medico, pittore e compositore statunitense (Pontiac, n. 1928 - Royal Oak, † 2011)
- Jacobus Theodorus Tabernaemontanus, medico e botanico tedesco (Bergzabern, n. 1522 - Heidelberg, † 1590)

## Mercanti(2)
- Jacob Fugger il Vecchio, mercante tedesco (Augusta, n. 1398 - Augusta, † 1469)
- Jacob Leisler, mercante, rivoluzionario e politico tedesco (Francoforte sul Meno, n. 1640 - New York, † 1691)

## Mezzofondisti(2)
- Jacob Kiplimo, mezzofondista ugandese (Binyiny, n. 2000)
- Jacob Krop, mezzofondista keniota (Contea di West Pokot, n. 2001)

## Militari(4)
- Jacob Johan Anckarström, militare svedese (Roslagen, n. 1762 - Stoccolma, † 1792)
- Jacob Sieberer, militare austriaco (Thiersee, n. 1766 - Trento, † 1814)
- Jacob Weiseborn, ufficiale tedesco (Francoforte sul Meno, n. 1892 - campo di concentramento di Flossenbürg, † 1939)
- Jacob Zeilin, ufficiale statunitense (Filadelfia, n. 1806 - Washington, † 1880)

## Musicisti(1)
- Jacob van Eyck, musicista olandese (Heusden, n. 1590 - Utrecht, † 1657)

## Naturalisti(1)
- Jacob Whitman Bailey, naturalista e botanico statunitense (Auburn, n. 1811 - † 1857)

## Navigatori(2)
- Jacob Le Maire, navigatore olandese (Anversa, n. 1585 - oceano Indiano, † 1616)
- Jacob Roggeveen, navigatore olandese (Middelburg, n. 1659 - Middelburg, † 1729)

## Nobili(2)
- Jacob Pleydell-Bouverie, II conte di Radnor, nobile e ufficiale inglese (Westminster, n. 1750 - Longford Castle, † 1828)
- Jacob Pleydell-Bouverie, IV conte di Radnor, nobile inglese (n. 1815 - † 1889)

## Nuotatori(5)
- Jacob Carstensen, ex nuotatore danese (Kastrup, n. 1978)
- Jacob Heidtmann, ex nuotatore tedesco (Pinneberg, n. 1994)
- Jacob Pebley, nuotatore statunitense (Corvallis, n. 1993)
- Jacob Peters, nuotatore britannico (Guildford, n. 2000)
- Jacob Whittle, nuotatore britannico (n. 2004)

## Orientalisti(3)
- Jacob Jonas Björnståhl, orientalista e viaggiatore svedese (Näshulta, n. 1731 - Salonicco, † 1779)
- Jacob Golius, orientalista e matematico olandese (L'Aia, n. 1596 - Leida, † 1667)
- Jacob Lassner, orientalista e islamista statunitense (USA, n. 1935)

## Orologiai(1)
- Jacob Ellehammer, orologiaio e inventore danese (Bakkebølle, n. 1871 - † 1946)

## Pallavolisti(1)
- Jacob Pasteur, pallavolista statunitense (Westminster, n. 2002)

## Parolieri(1)
- Jack Yellen, paroliere, compositore e sceneggiatore statunitense (Raczki, n. 1892 - Springville, † 1991)

## Pastori protestanti(2)
- Jacob Arminio, pastore protestante e teologo olandese (Oudewater - Leida, † 1609)
- Jacob van Reefsen, pastore protestante olandese (Deventer, n. 1586 - Leida, † 1658)

## Pattinatori di velocità su ghiaccio(1)
- Jorrit Bergsma, pattinatore di velocità su ghiaccio olandese (Oldeboorn, n. 1986)

## Piloti automobilistici(2)
- Jacob Abel, pilota automobilistico statunitense (Louisville, n. 2001)
- Jac Nellemann, ex pilota automobilistico danese (Copenaghen, n. 1944)

## Piloti motociclistici(1)
- Jacob Gagne, pilota motociclistico statunitense (Ramona, n. 1992)

## Pistard(2)
- Jacob Meijer, pistard olandese (Amsterdam, n. 1905 - † 1943)
- Jaap Oudkerk, pistard olandese (Landsmeer, n. 1937 - Almere, † 2024)

## Pittori(37)
- Jacob Acker, pittore tedesco
- Jacob de Backer, pittore e incisore fiammingo (Anversa - Anversa)
- Jacob Adriaensz Backer, pittore olandese (Harlingen, n. 1608 - Amsterdam, † 1651)
- Jacob Binck, pittore tedesco (Colonia - Königsberg, † 1569)
- Jacob van Bunnick, pittore olandese († 1725)
- Jacob Cornelisz van Oostsanen, pittore olandese (Oostzaan - Amsterdam, † 1533)
- Jacob Cuyp, pittore e illustratore olandese (Dordrecht, n. 1594 - † 1652)
- Jacob Duck, pittore olandese (Utrecht - L'Aia)
- Jacob Franquart, pittore, incisore e architetto fiammingo (Bruxelles, † 1651)
- Jacob Emanuel Gaisser, pittore tedesco (Augusta, n. 1825 - † 1899)
- Jacob de Gheyn, pittore e incisore olandese (Anversa - L'Aia, † 1629)
- Jacob Grimmer, pittore fiammingo (Anversa - Anversa, † 1590)
- Jacob de Heusch, pittore e incisore olandese (Utrecht, n. 1657 - Amsterdam, † 1701)
- Jacob van der Heyden, pittore, incisore e scultore fiammingo (Strasburgo, n. 1573 - Bruxelles, † 1645)
- Jacob van Hulsdonck, pittore fiammingo (Anversa, n. 1582 - Anversa, † 1647)
- Jacob Jordaens, pittore fiammingo (Anversa, n. 1593 - Anversa, † 1678)
- Jacob Lawrence, pittore statunitense (Atlantic City, n. 1917 - Seattle, † 2000)
- Jacob Christoph Le Blon, pittore e incisore tedesco (Francoforte sul Meno, n. 1667 - Parigi, † 1741)
- Jacob Marrel, pittore, disegnatore e incisore tedesco (Frankenthal - Francoforte sul Meno, † 1681)
- Jacob More, pittore scozzese (Edimburgo, n. 1740 - Roma, † 1793)
- Jacob Munch, pittore norvegese (Kristiania, n. 1776 - Kristiania, † 1839)
- Camille Pissarro, pittore francese (Charlotte Amalie, n. 1830 - Parigi, † 1903)
- Jacob Pynas, pittore olandese (Haarlem)
- Jacob Quina, pittore olandese (Amsterdam, n. 1588)
- Jacob van Ruisdael, pittore olandese (Haarlem - Amsterdam, † 1682)
- Jacob Savery, pittore olandese (Kortrijk, n. 1566 - Amsterdam, † 1603)
- Jacob Toorenvliet, pittore olandese (Leida - † 1719)
- Jacob Ferdinand Voet, pittore fiammingo (Anversa, n. 1639 - Parigi, † 1689)
- Jacob Vrel, pittore olandese (n. 1630 - † 1680)
- Jacob Campo Weyerman, pittore e scrittore olandese (Charleroi, n. 1677 - L'Aia, † 1747)
- Jacob de Wet, pittore olandese (Haarlem - Haarlem)
- Jacob de Wet II, pittore olandese (Haarlem, n. 1641 - Amsterdam, † 1697)
- Jacob van Es, pittore fiammingo (Anversa, n. 1596 - Anversa, † 1666)
- Jacob van Loo, pittore olandese (Sluis, n. 1614 - Parigi, † 1670)
- Jacob van Strij, pittore olandese (Dordrecht, n. 1756 - Dordrecht, † 1815)
- Jacob Isaaczoon van Swanenburg, pittore olandese (Leida, n. 1571 - Utrecht, † 1638)
- Jacob van der Aa, pittore olandese (L'Aia, n. 1743 - L'Aia, † 1776)

## Poeti(4)
- Jacob Cats, poeta, giurista e politico olandese (Brouwershaven, n. 1577 - L'Aia, † 1660)
- Jacob Frese, poeta finlandese (Vyborg, n. 1690 - Stoccolma, † 1729)
- Jacob Hendrik Hoeufft, poeta olandese (Dordrecht, n. 1756 - Breda, † 1843)
- Jacob van Maerlant, poeta, scrittore e storico fiammingo (Franc de Bruges, n. 1235 - Damme, † 1300)

## Politici(23)
- Jacob van Artevelde, politico fiammingo (Gand, n. 1290 - Gand, † 1345)
- Jake Auchincloss, politico statunitense (Newton, n. 1988)
- Jacob Collamer, politico statunitense (Troy, n. 1791 - Woodstock, † 1865)
- Jacob McGavock Dickinson, politico statunitense (Columbus, n. 1851 - Nashville, † 1928)
- Otto Dietrich, politico, giornalista e scrittore tedesco (Bruchsal, n. 1897 - Düsseldorf, † 1952)
- Jacob Brønnum Scavenius Estrup, politico danese (Sorø, n. 1825 - Copenaghen, † 1913)
- Jacob Dircksz de Graeff, politico olandese (Emden, n. 1569 - Amsterdam, † 1638)
- Jacob Hustaert, politico olandese (Amsterdam, n. 1619 - Giacarta, † 1665)
- Jacob Thurmann Ihlen, politico norvegese (Holmestrand, n. 1833 - Kristiania, † 1903)
- Jake LaTurner, politico statunitense (Galena, n. 1988)
- Jacob Frey, politico e avvocato statunitense (Oakton, n. 1981)
- Jacob Nena, politico micronesiano (Lelu, n. 1941 - Sacramento, † 2022)
- Jacob Pleydell-Bouverie, VI conte di Radnor, politico inglese (Coleshill, n. 1868 - Salisbury, † 1930)
- Jacob Preus, politico statunitense (Contea di Columbia, n. 1883 - Minneapolis, † 1961)
- Jacob Radcliff, politico statunitense (Rhinebeck, n. 1764 - Troy, † 1844)
- Jacob Rees-Mogg, politico britannico (Bath, n. 1969)
- Jacob Sturm von Sturmeck, politico tedesco (Strasburgo, n. 1489 - Strasburgo, † 1553)
- Jake Sullivan, politico e funzionario statunitense (Burlington, n. 1976)
- Jacob Aaron Westervelt, politico statunitense (Tenafly, n. 1800 - New York, † 1879)
- Jacob de Witt, politico olandese (Dordrecht, n. 1589 - † 1674)
- Jacob Zuma, politico sudafricano (Nkandla, n. 1942)
- Jacob van Zuylen van Nijevelt, politico olandese (Dordrecht, n. 1816 - L'Aia, † 1890)
- Jacob Heinrich von Flemming, politico e generale tedesco (Trzęsacz, n. 1667 - Vienna, † 1728)

## Psichiatri(1)
- Jacob Levi Moreno, psichiatra rumeno (Bucarest, n. 1889 - Beacon, † 1974)

## Pugili(2)
- Jackie Fields, pugile statunitense (Chicago, n. 1908 - † 1987)
- Jacob Matlala, pugile sudafricano (Soweto, n. 1962 - Johannesburg, † 2013)

## Rabbini(3)
- Jacob Emden, rabbino e religioso tedesco (Distretto di Altona, n. 1697 - † 1776)
- Jacob ben Joseph Harofe, rabbino, filosofo e letterato iracheno (Baghdad, † 1851)
- Jacob ben Abraham Kahana, rabbino e religioso lituano (Kėdainiai - Vilna, † 1826)

## Rapper(1)
- Prof, rapper statunitense (Minneapolis, n. 1984)

## Registi(5)
- Jacob Aaron Estes, regista e sceneggiatore statunitense (Tulare, n. 1972)
- Jake Kasdan, regista, sceneggiatore e produttore cinematografico statunitense (Detroit, n. 1974)
- Jake Nava, regista britannico (Londra, n. 1969)
- Jake Paltrow, regista, sceneggiatore e attore statunitense (Los Angeles, n. 1975)
- Jake Schreier, regista statunitense (Berkeley, n. 1981)

## Religiosi(1)
- Jacob Albright, religioso statunitense (Pottstown, n. 1759 - Kleinfeltersville, † 1808)

## Rugbisti a 15(3)
- Jacob Gaina, rugbista a 15 neozelandese (Auckland, n. 1975 - Auckland, † 2017)
- Jacob Herrmann, rugbista a 15 tedesco
- Jacob Stockdale, rugbista a 15 nordirlandese (Lisburn, n. 1996)

## Saltatori con gli sci(1)
- Jacob Tullin Thams, saltatore con gli sci e velista norvegese (Oslo, n. 1898 - Oslo, † 1954)

## Sassofonisti(1)
- Jake Clemons, sassofonista, cantautore e polistrumentista statunitense (Carolina del Sud, n. 1980)

## Scacchisti(3)
- Jacob Aagaard, scacchista e scrittore danese (Hørsholm, n. 1973)
- Jacob Bernstein, scacchista statunitense (Kaunas, n. 1885 - New York, † 1959)
- Jacob Sarratt, scacchista inglese (n. 1772 - Londra, † 1819)

## Sceneggiatori(1)
- J. Walter Ruben, sceneggiatore, regista e produttore cinematografico statunitense (New York, n. 1899 - Los Angeles, † 1942)

## Schermidori(1)
- Jacob Hoyle, schermidore statunitense (n. 1994)

## Sciatori alpini(2)
- Jacob Dilling, sciatore alpino statunitense (Vail, n. 1999)
- Jacob Schramm, sciatore alpino tedesco (n. 1999)

## Scrittori(6)
- Jacob Abbott, scrittore e pedagogista statunitense (Hallowell, n. 1803 - Farmington, † 1879)
- Jacob Breda Bull, scrittore, giornalista e editore norvegese (Rendalen, n. 1853 - Copenaghen, † 1930)
- Jacob Gordin, scrittore russo (Odessa, n. 1853 - New York, † 1909)
- Fratelli Grimm, scrittore tedesco (Hanau, n. 1785 - Berlino, † 1863)
- Frank Mentzer, scrittore e autore di giochi statunitense (n. 1950)
- Gerard Walschap, scrittore belga (Londerzeel, n. 1898 - Anversa, † 1989)

## Scultori(1)
- Jacob Epstein, scultore e pittore statunitense (New York, n. 1880 - Londra, † 1959)

## Storici(3)
- Jacob Adlerbeth, storico e filologo svedese (Stoccolma, n. 1785 - Stoccolma, † 1844)
- Jacob Burckhardt, storico e critico d'arte svizzero (Basilea, n. 1818 - Basilea, † 1897)
- Jacob Neusner, storico e teologo statunitense (Hartford, n. 1932 - Rhinebeck, † 2016)

## Tennisti(1)
- Jacob Fearnley, tennista britannico (Edimburgo, n. 2001)

## Teologi(5)
- Jacob Peter Mynster, teologo e vescovo luterano danese (Copenaghen, n. 1775 - Copenaghen, † 1854)
- Jacob Friedrich Reimmann, teologo, pedagogo e filosofo tedesco (Gröningen, n. 1688 - Hildesheim, † 1743)
- Jacob Runge, teologo tedesco (Stargard, n. 1527 - Greifswald, † 1595)
- Jacob Cornelis van Slee, teologo, presbitero e bibliotecario olandese (Hillegom, n. 1841 - † 1929)
- Jacob Sprenger, teologo svizzero (Rheinfelden, n. 1436 - Strasburgo, † 1495)

## Tipografi(1)
- Jacob Dissius, tipografo e collezionista d'arte olandese († 1695)

## Triatleti(1)
- Jacob Birtwhistle, triatleta australiano (Launceston, n. 1995)

## Vescovi cattolici(2)
- Jacob Barnabas Chacko Aerath, vescovo cattolico indiano (Karikulam, n. 1960 - Nuova Delhi, † 2021)
- Jacob Angadiath, vescovo cattolico indiano (Periappuram, n. 1945)

## Vescovi cristiani orientali(1)
- Dioniso bar Salibi, vescovo cristiano orientale, scrittore e santo siro (Melitene - Amida, † 1171)

## Violinisti(2)
- Jacob Gade, violinista e compositore danese (Vejle, n. 1879 - Thorøhouse, † 1963)
- Jacob Joseph Balthasaar Martinn, violinista e compositore belga (Anversa, n. 1775 - Parigi, † 1836)

## Wrestler(2)
- Jacob Fatu, wrestler statunitense (San Francisco, n. 1992)
- Madman Fulton, wrestler statunitense (Toledo, n. 1990)

## Senza attività specificata(3)
- Jacob Barnett, statunitense (Indianapolis, n. 1998)
- Jacob P. Chamberlain, agricoltore, mercante e politico statunitense (Dudley, n. 1802 - Seneca Falls, † 1878)
- Jacob Denner, tedesco (n. 1681 - † 1735)